# Wolfgang Kleff
Wolfgang Kleff (* 16. November 1946 in Schwerte) ist ein ehemaliger deutscher Fußballtorhüter. Er gewann mit Borussia Mönchengladbach in den Jahren 1970, 1971, 1975, 1976 und 1977 fünf Mal die deutsche Meisterschaft, 1973 den DFB- und 1975 und 1979 den UEFA-Pokal. Er stand sechs Mal im Tor der deutschen Nationalmannschaft und war Ersatztorwart beim Gewinn der Europameisterschaft 1972 und der Weltmeisterschaft 1974.

## Laufbahn

### Jugend und Karriere in Mönchengladbach, 1954 bis 1982
Aus der elterlichen Wohnung an der Lohbachstraße in Schwerte hatte der Schüler Wolfgang Kleff direkten Blickkontakt auf den „Schützenhof“ des heimischen Fußballvereines VfL Schwerte. Sein Vater war dort Jugendwart und Sohn Wolfgang durchlief alle Stationen in der Jugendabteilung und machte auch seine ersten Wettkampferfahrungen beim VfL in der Seniorenmannschaft. Nach einem Jahr in der Reserve-Elf wurde er Stammspieler im Tor der ersten Mannschaft und zeichnete sich durch herausragende Leistungen in der Verbandsliga Westfalen aus. Insbesondere die Reaktionsfähigkeit des 1,80 m großen Keepers imponierte. Einer seiner Ausbilder dort war der Borussia-Dortmund-Torwart Bernhard Wessel. Das durch Vermittlung des westfälischen Verbandstrainers Walter Ochs zustande gekommenen Probetraining bei Trainer Hennes Weisweiler führte dann zur Runde 1968/69 für den gelernten Industriekaufmann zu einem Lizenzspielervertrag beim niederrheinischen Bundesligisten Borussia Mönchengladbach. Weisweiler verpflichtete ihn als Ersatzmann hinter dem Borussentorhüter Volker Danner.
Kleff debütierte in der Fußball-Bundesliga am 5. Spieltag, den 7. September 1968, beim Heimspiel gegen den Tabellenzweiten, Vizemeister Alemannia Aachen. Stammtorhüter Danner hatte sich beim Aufwärmen verletzt und Kleff kam so überraschend schnell zu seinem ersten Bundesligaeinsatz. Das Spiel endete 2:2 remis. Fünf Monate später, am 8. Februar 1969, kam er zu seinem zweiten Bundesligaeinsatz – wieder gegen Aachen. Kleff brachte es in seinem Debütjahr zu neun Einsätzen in der Fußball-Bundesliga. Mönchengladbach belegte hinter Meister Bayern München und Vize Alemannia Aachen im zweiten Jahr in Folge den dritten Rang in der Abschlusstabelle.
Trainer Weisweiler beförderte Kleff ab seinem zweiten Jahr in Gladbach, 1969/70, zum Stammtorhüter. Kleff stand in allen 34 Spielen im Tor und die Mannschaft gewann mit dem Torverhältnis von 71:29 Toren erstmals die deutsche Meisterschaft. Neben dem neuen Torhüter, der mit 2,79 benotet wurde, trugen die Neuzugänge Ludwig Müller und Klaus-Dieter Sieloff in der Innenverteidigung zur verbesserten Defensive bei. Als erste Bundesligamannschaft konnte Mönchengladbach 1970/71 den Titel des Deutschen Meisters verteidigen. Wiederum hütete Kleff in allen 34 Ligaspielen das Tor. Mit 77:35 Toren und zwei Punkten Vorsprung vor dem FC Bayern München endete die Bundesligasaison. Daneben nahm Kleff am Europapokal der Landesmeister 1970/71 teil, wo er insbesondere im Rückspiel gegen den englischen Titelträger FC Everton am 4. November 1970 im dortigen Goodison Park herausstach. Er bekam nach dem Ausscheiden durch das 1:1-Remis nach Verlängerung im Elfmeterschießen glänzende Kritiken und wurde als „Held des Abends“ herausgestellt. Bundestrainer Helmut Schön belohnte ihn mit der erstmaligen Berufung in die Nationalmannschaft. Beim Länderspiel am 22. Juni 1971 in Oslo gegen Norwegen kam Kleff zu seinem Nationalmannschaftsdebüt.
In der Saison 1971/72 ragten die drei dramatischen Spiele im Europapokal gegen Inter Mailand heraus. Dem „Büchsenwurfspiel“ am 20. Oktober 1971 am heimischen Bökelberg mit einem 7:1-Sieg folgte durch das 0:0 im Wiederholungsspiel am 1. Dezember 1971 in Berlin das Ausscheiden.
Er gehörte 1972 dem DFB-Kader für die Europameisterschaft vom 14. bis 18. Juni in Belgien an. Die Mannschaft um Franz Beckenbauer, Günter Netzer und Gerd Müller gewann nach spielerisch eindrucksvollen Auftritten den Titel. Sepp Maier, Kleffs großer Rivale vom FC Bayern, hütete wie schon bei der Weltmeisterschaft 1970 in Mexiko das Tor der deutschen Mannschaft.
In der Saison 1972/73 stand Kleff im Mai 1973 mit Mönchengladbach in den zwei Finalspielen des UEFA-Pokals gegen den FC Liverpool, konnte jedoch nicht die 0:3-Niederlage gegen die „Reds“ verhindern. Am 23. Juni 1973 fand in Düsseldorf das DFB-Pokal-Endspiel gegen den 1. FC Köln statt. Gladbach gewann das Spiel mit 2:1 Toren nach Verlängerung. Das Finale ging als eines der „besten, spielerisch hoch stehendsten und spannendsten in der Geschichte dieses Wettbewerbs“ in die Annalen ein. Beiden Torhütern – Gerhard Welz (Köln) und Kleff – wurde eine überragende Leistung zugeschrieben.
In der Hinrunde der WM-Saison 1973/74, von September bis November 1973, absolvierte Kleff vier Länderspiele in Serie. Im Frühjahr der Rückserie verschob sich das Kräfteverhältnis in der Nationalmannschaft aber wieder. Sepp Maier ging in das WM-Turnier 1974 als klare Nummer eins und Norbert Nigbur von Schalke 04 machte Kleff sogar den zweiten Platz streitig. Als dritter Torwart im Kader der deutschen Nationalmannschaft erhielt er bei der Erringung der Weltmeisterschaft – zusammen mit den anderen im Kader – am 23. September 1974 das Silberne Lorbeerblatt.
In der Saison 1974/75 gewann Borussia Mönchengladbach mit sechs Punkten Vorsprung und dem Torverhältnis von 86:40 Toren erneut die Meisterschaft. Kleff hatte alle 34 Spiele absolviert. Zusätzlich errang die Mannschaft nach zwei Finalspielen gegen den FC Twente Enschede den UEFA-Pokal 1975. Kleffs Serie hielt bis zum Ende der Runde 1975/76 unter dem neuen Trainer Udo Lattek an.
Herausragend für den Torhüter waren 1975/76 im Europapokal der Meister auch die zwei Spiele im Viertelfinale gegen Real Madrid. Bei den „Königlichen“ wirkten Paul Breitner und Günter Netzer mit und Schiedsrichter Leonardus van der Kroft spielte am 17. März 1976 im Bernabeu-Stadion vor 120.000 Zuschauern eine zumindest unglückliche Rolle beim Ausscheiden von Borussia Mönchengladbach.
Kleff brachte es vom 19. April 1969 bis zum 12. Juni 1976 in der Bundesliga auf 244 Spiele am Stück. Im Vorfeld der Saison 1976/77 erlitt er eine Leistenverletzung und verlor seinen Stammplatz an den aus Wiesbaden geholten Wolfgang Kneib. Zur Runde 1979/80 wechselte er deshalb an die Spree und wurde bei Hertha BSC wieder Stammtorhüter in der Bundesliga. Sein langjähriger Mitspieler Jupp Heynckes holte als Trainer den Routinier 1980 nochmals für zwei Jahre nach Mönchengladbach zurück und Kleff absolvierte in der Runde 1981/82 weitere 34 Einsätze. Nach 321 Bundesligaeinsätzen, 40 DFB-Pokal- und 57 Europacupspielen war für Wolfgang Kleff im Sommer 1982 endgültig Schluss in Mönchengladbach.

### Als Torhüter-„Oldie“, 1982 bis 2008
Weitere Bundesliga-Stationen Kleffs waren Fortuna Düsseldorf (1982–1984) und VfL Bochum (1985/86), unterbrochen durch eine Runde in der 2. Bundesliga bei Rot-Weiß Oberhausen (1984/85; 31 Spiele; sein 35-jähriger Mannschaftskamerad Manfred Burgsmüller wurde mit 29 Treffern Torschützenkönig und spielte 1985 bis 1990 noch für Werder in der Bundesliga!). In Düsseldorf waren Kleffs Trainer Jörg Berger und Willibert Kremer. Als er für den verletzten Ralf Zumdick in Bochum einsprang, war sein Trainer Rolf Schafstall. Bochum belegte 1985/86 den neunten Rang, und der Stürmer Stefan Kuntz holte sich mit 22 Treffern die Torjägerkanone.
Der knapp 40-jährige Kleff sprang nach seiner Zeit in Bochum sogar nochmals in der 2. Bundesliga beim FSV Salmrohr ein. Am 14. Spieltag der Saison 1986/87, am 31. Oktober 1986, debütierte er beim 1:1-Heimremis gegen Arminia Bielefeld im Tor des Tabellenschlusslichts. Die Saison endete mit Kleffs Entschluss, die aktive Zeit zu beenden. Zum Ausklang spielte er jedoch noch einige Zeit bei Amateurvereinen, beispielsweise 1987–1992 beim SV Straelen. Noch als 54-Jähriger stand er im Jahre 2000 als Ersatztorhüter im Kader des damaligen Regionalligisten KFC Uerdingen 05. Am 9. März 2008 spielte Kleff mit 61 Jahren noch einmal 35 Minuten lang in der Landesliga Mittelrhein für den 1. FC Rheinbach gegen TuS Oberpleis.
Wolfgang Kleff spielte in seiner Karriere in 433 Bundesligaspielen und 56 Spielen in der zweiten Liga.
Heute lebt Kleff in Mönchengladbach-Rheydt.

### Erfolge
- Deutscher Fußballmeister: 1970, 1971, 1975, 1976, 1977  (ohne Einsatz)
- Deutscher Pokalsieger: 1973
- UEFA-Pokalsieger: 1975, 1979 (ohne Einsatz)
- Europameister: 1972 (ohne Einsatz)
- Weltmeister: 1974 (ohne Einsatz)

### Sonstiges
- Seine Ähnlichkeit und Freundschaft mit dem deutschen Komiker und Schauspieler Otto Waalkes führte zu seinem Spitznamen „Otto“ und mehreren Auftritten in Filmen wie Otto – Der Film als Friseur Herr Astrid im Jahre 1985 und in Werner – Beinhart! 1990.
- Sepp Maier berichtete, dass seine Hündin Bessie die Frage nach dem besten Torwart Deutschlands immer mit „Kleff“ beantwortete.
- Wolfgang Kleff betrieb eine Fußballschule im Raum Mönchengladbach.[9]
- 2021 überstand Kleff eine schwere COVID-19-Erkrankung.[10]